# Пенгилли, Адам
Адам Лэрд Пенгилли (англ. Adam Laird Pengilly, род. 14 октября 1977, Тонтон) — британский скелетонист, выступающий за сборную Великобритании с 2002 года. Участник двух зимних Олимпийских игр, серебряный призёр чемпионата мира, обладатель бронзовой награды европейского первенства, многократный призёр этапов Кубка Америки, Европы и мира.

## Биография
Адам Пенгилли родился 14 октября 1977 года в городе Тонтон, графство Сомерсет.

### Спортсмен
С юных лет увлёкся спортом, ещё школьником играл в регби и футбол, активно занимался десятиборьем, в частности, завоевал в этой дисциплине бронзовую медаль на чемпионате Англии по лёгкой атлетике среди юниоров.

#### Бобслей
В возрасте девятнадцати лет решил попробовать себя в бобслее, прошёл отбор в национальную сборную и в качестве разгоняющего-тормозящего поехал соревноваться на молодёжный чемпионат мира 2001 года, где по первости занял лишь одиннадцатое место.

##### Тренер
Через некоторое время получил должность помощника главного тренера женской бобслейной сборной, готовил соотечественниц к Олимпийским играм в Солт-Лейк-Сити, впоследствии они финишировали двенадцатыми. Кроме того, находил время для работы с ирландским скелетонистом Клифтоном Роттсли, который на этой Олимпиаде сумел подняться до четвёртой позиции.

#### Скелетон
После завершения соревнований Пенгилли изъявил желание продолжить дальнейшую карьеру профессионального спортсмена в скелетоне, отметив на своём официальном сайте следующее: «Мне хочется управлять санями самостоятельно, неся полную ответственность — как за успех, так и за неудачи. Также скелетон — менее затратен и более доступен по сравнению с бобслеем, имеет более развитую инфраструктуру и программу, и для меня, естественно, он подходит лучше». В ноябре 2002 года отправился выступать на этапе Кубка Америки, на свои первые международные соревнования, где сенсационно занял второе место. В 2004 году выиграл бронзовую медаль на чемпионате Великобритании, приехал тринадцатым на европейском первенстве в Санкт-Морице и дебютировал на Кубке мира. Год спустя получил серебряную награду национального первенства, выиграл серебро на зимней Универсиаде 2005, а на одном из этапов мирового кубка впервые попал в десятку лучших.
Благодаря череде удачных выступлений в 2006 году Адам Пенгилли удостоился права защищать честь страны на Олимпийских играх в Турине, где в финальных состязаниях занял восьмое место. На протяжении всех соревнований он вёл дневник, подробно описывая все происходящие вокруг него события. Следующий сезон в плане персональных достижений получился не менее успешным, так, на трёх этапах Кубка мира Пенгилли приехал пятым, что в итоге позволило ему занять девятое место общего зачёта. На чемпионате мира в Санкт-Морице он так же был девятым, тогда как на европейском первенстве в Кёнигсзее финишировал седьмым. Однако настоящим прорывом в карьере британца можно считать сезон 2007/08, когда он впервые взошёл на подиум кубкового этапа, удостоившись бронзы, и завоевал бронзовую медаль на чемпионате Европы в итальянской Чезане.
В 2009 году приехал вторым на мировом первенстве в Лейк-Плэсиде. Выбившись в лидеры сборной, Пенгилли отправился на Олимпийские игры в Ванкувер, тем не менее, выступить там достойно не сумел, после всех заездов очутившись лишь на восемнадцатой позиции. В сезоне 2010/11 одержал две победы на этапах Межконтинентального кубка.

## Религия
Вне спорта Адам Пенгилли весьма религиозен, является приверженцем баптистской церкви.

## Семья
10 июля 2010 года женился на девушке по имени Рут.